# NJPW ACADEMY
NJPW ACADEMY（エヌ・ジェー・ピー・ダブリュー・アカデミー）は、新日本プロレスがアメリカ合衆国で開校しているプロレスラー養成所。

## 概要
2018年3月24日、カリフォルニア州ロサンゼルスに開設されたLA道場は、これまで多くの新弟子が日本流の鍛錬を積む中で一般向けにセミナーも行われてきた。
2023年3月27日、次の段階としてプロレススクールを開校。18歳以上であれば、身長、体重、性別に関係なくプロレスラーとしてキャリアを積みたい人々に門戸が開かれており、所属選手から直接技術指導を受けることができる。
海外では日本のような入門テストを経て衣食住を保証しながら育成することは珍しく、職業訓練校のように授業料を支払って教えてもらう形が多いがLA道場も、それに改めて則った形となる。また、過去に野毛道場でプロレスラー養成所「新日本プロレス学校」を開校していたことがある。
レッスンはキャリア1年未満の選手に向けたビギナーコースとキャリア1年以上の選手向けのアドバンスコースに分けられて週2回。3ヶ月間のレッスンが行われて規定の出席率を満たせば、修了証書と修了証明のロゴ使用権が授与されて卒業興行も開催される。

## 講師

### アドバイザー
- ロッキー・ロメロ

### ビギナーコース
- ザ・DKC
- ベイトマン
- ロイス・アイザックス

### アドバンスコース
- KUSHIDA
- フレッド・ロッサー